# 维勒贝尔尼耶
维勒贝尔尼耶（法語：Villebernier，法語發音：[vilbɛʁnje] ⓘ）是法国曼恩-卢瓦尔省的一个市镇，位于该省东部，属于索米尔区。

## 地理
维勒贝尔尼耶（47°15'11"N, 0°1'51"W）面积9.91 平方千米，位于法国卢瓦尔河地区大区曼恩-卢瓦尔省，该省份为法国西部内陆省份，大致对应安茹地区，北起顺时针与马耶讷省、萨尔特省、安德尔-卢瓦尔省、维埃纳省、德塞夫勒省、旺代省、大西洋卢瓦尔省和伊勒-维莱讷省接壤。
与维勒贝尔尼耶接壤的市镇（或旧市镇、城区）包括：阿洛讷、索米尔、苏宰-尚皮尼、卢瓦尔河畔瓦雷讷。

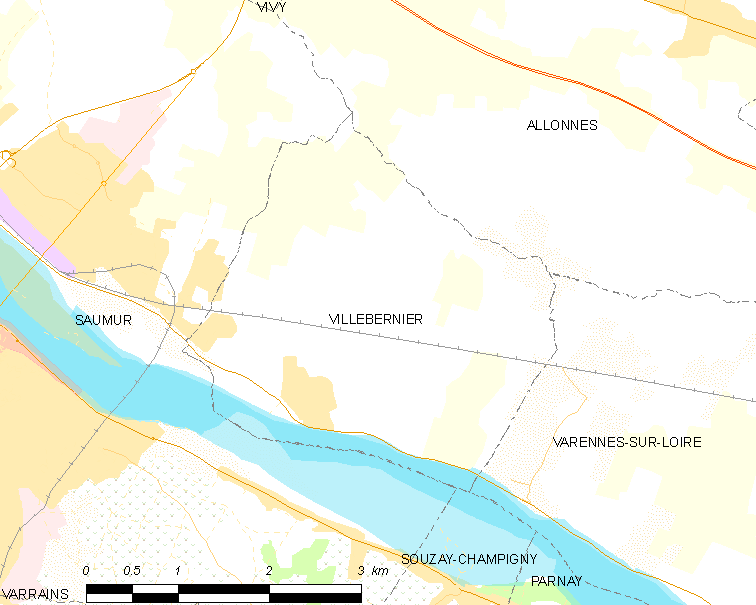
维勒贝尔尼耶的OSM定位图

维勒贝尔尼耶的时区为UTC+01:00、UTC+02:00（夏令时）。

## 行政
维勒贝尔尼耶的邮政编码为49400，INSEE市镇编码为49374。

## 政治
维勒贝尔尼耶所属的省级选区为隆盖-瑞梅勒县。

## 人口

1962-2008年间维勒贝尔尼耶人口变化图示

维勒贝尔尼耶于2022年1月1日时的人口数量为1462人。